# Вільгельм V Оранський
Віллем (Вільгельм) V (нід. Willem V Batavus; нар. 8 березня 1748, Гаага — пом. 9 квітня 1806, Брауншвейг) — принц Оранський і Нассау-Дицький, 2-й і останній генеральний штатгальтер Республіки Об'єднаних провінцій Нідерландів (1751—95).
Вільгельм V був сином Вільгельма IV Оранського і Анни Ганноверської — доньки британського короля Георга II. У рік смерті батька йому було всього три роки, і протягом наступних восьми років регентство знаходилося в руках матері. Після смерті Анни (у 1759 р.) регентство перейшло до бабусі, Марії-Луїзи Гессен-Кассельскої, потім (у 1765 році) — до герцога Людвіга Ернста Брауншвейг-Люнебурзького.
У 1766 році Вільгельм Батавус (таким було його повне ім'я) був оголошений повнолітнім, однак на перших порах покладався на поради герцога Брауншвейг-Люнебургзького і своєї сестри Кароліни. У 1767 році в Берліні він відсвяткував весілля з принцесою Вільгельміною — племінницею Фрідріха Великого. Після цього до числа його численних радників додалися прусські агенти.
У своїй зовнішній політиці Вільгельм спочатку орієнтувався на Англію, з правителями якої був пов'язаний родинними зв'язками. Неспроможність цієї політики була продемонстрована в 1782 році, коли, скориставшись вигаданим приводом, англійці розв'язали проти голландців четверту війну. Приниженням штатгальтера не забула скористатися партія патріотів, що зажадала від нього негайних державних реформ.
Карикатура Гілрея зображує вигнаного до Лондона Вільгельма як безтурботного Купідона, що спочиває на мішках з грошима в оточенні вагітних фей.
Батавська революція змусила Вільгельма залишити свою столицю в руках патріотів і переїхати з сім'єю і придворними в заміський палац Хет-Лоо. Його дружина намагалася повернутися до Гааги, але при в'їзді до міста була затримана патріотами. Прусський король визнав це особистою образою і послав армію на чолі із Карлом Вільгельмом Фердинандом Брануншвейзьким, щоб вигнати ворогів штатгальтера на північ Франції (1787).
Повернувшись до Гааги, Вільгельм відновив свою консервативну політику, яка викликала дедалі більше невдоволення підданих. У 1794 році в Нідерланди увійшла французька революційна армія, до якої примкнули патріоти. 19 січня 1795 штатгальтер втік до Англії, а 23 лютого він був зміщений з поста штатгальтера.
Дізнавшись про створення на його спадкових землях Батавскої республіки, Вільгельм V в 1802 році покинув Лондон і поїхав у Нассау, де провів останні роки свого життя. Його старший син Вільгельм після повалення Наполеона повернувся в Нідерланди як перший король цієї держави. Прах Вільгельма V був перенесений в сімейну усипальницю Оранської династії в Делфті в 1958 році.